# Ethan Juan

Ethan Juan (chinês tradicional: 阮經天;  chinês simplificado: 阮经天; pinyin: Ruǎn Jīngtiān) é o nome artístico do ator e modelo taiwanês Ruan Ching-tien, nascido em 8 de novembro de 1982. O ator ganhou destaque com a série de televisão  Destinado a te amar(2008) e na série de fantasia e aventura Lenda de Fuyao. Juan ganhou o prêmio de Melhor Ator no 47º Golden Horse Awards por seu papel no filme Monga em 2010.

## Primeiros Anos
Ethan Juan cresceu em Taichung, Taiwan, vindo de uma família de militares: seu pai era soldado, sua mãe era enfermeira militar e seu irmão mais novo, piloto da Força Aérea. Inicialmente como nadador competitivo, as inúmeras conquistas e prêmios de Juan (incluindo o primeiro lugar no Taichung City Duathlon) lhe renderam a admissão na prestigiada National Teaching First Senior High School. No entanto, durante a adolescência, Ethan Juan acabou desistindo do esporte e apenas concluiu o referente ensino médio após passar por cinco escolas diferentes. Depois disso, Ethan teve vários empregos de meio turno.
Durante este tempo, Juan também frequentou e mais tarde se formou na Universidade Hsing Wu, se especializando em Turismo. Em 2002, enquanto acompanhava um amigo à uma audição teste, Ethan Juan foi descoberto por uma agência de talentos e, assim, começou sua carreira artística estrelando o videoclipe de Penny Tai para "Once Fell In Love" (愛過). Juan foi modelo em tempo integral antes de se tornar um ator popular. 

## Carreira
Ethan Juan começou sua carreira na indústria do entretenimento trabalhando pela Agencia Catwalk. Como modelo, ele estrelou em videoclipes de diversos artistas populares, entre eles Stefanie Sun, A-Mei e S.H.E. Estreou na televisão em 2004, na série Michael the Archangel. Na sequencia, o ator assumiu papeis em séries como Green Forest, My Home (2005) e Summer x Summer (2006).
No entanto, apesar de provar ser um ator promissor, a carreira de Ethan Juan não decolava. Foi só depois de estrelar o drama de 2008, Destinado a te amar, que ele conseguiu alcançar o sucesso. Esta série foi o drama de maior  audiência em Taiwan. Na sequencia, o ator participou de outro drama de sucesso,  Queen of No Marriage, em 2009.
Marcando outro avanço em sua carreira, Juan ganhou o prêmio de Melhor Ator Principal no 47º Prêmio Golden Horse por seu papel no filme de gângster Monga, de 2010. Posteriormente, ele seguiu sua carreira cinematográfica com filme Amor (2012), do diretor Monga, Doze Niu e no filme , The Guillotines, de Andrew Lau.
Após prestar o serviço militar, o ator reuniu-se mais uma vez com o diretor de Monga, Doze Niu, no filme militar Paradise in Service (2014), que lhe rendeu uma indicação ao Asian Film Awards de Melhor Ator. 
Em 2017, Juan voltou à telinha com o drama arqueológico Vela no Túmulo: A Sepultura de Doninha, oito anos após seu último drama, My Queen, de 2009.  No mesmo ano, fez o papel de um assassino psicopata no filme de suspense policial The Liquidator .
Em 2018, Juan estrelou o drama de aventura e fantasia Lenda de Fuyao ao lado de Yang Mi.

## Vida pessoal
Ethan Juan serviu um ano de serviço alternativo em vez do serviço militar em Taiwan devido a seus pés chatos, sendo exonerado em 11 de janeiro de 2013. Durante trabalho no Ministério da Educação, em Nova Taipé, ele recebeu um salário mensal de NT$ 9.955.
Após ser liberado do serviço militar, seu contrato com a Agencia Catwalk expirou. Em 5 de março, Ethan Juan anuncia a abertura de agência de talentos com  Doze Niu e Lee Lieh.

## Filmografia

### Filme
| Ano  | Título Ocidental                          | Título original           | Papel                | Notas                         |
| ---- | ----------------------------------------- | ------------------------- | -------------------- | ----------------------------- |
| 2007 | Exit No. 6                                | 六号 出口                 | Vance                | [ 21 ]                        |
| 2007 | Brotherhood of Legio                      | 神 选 者                  | Ah Jian              | [ 22 ]                        |
| 2008 | Orz Boyz                                  | 囧 男孩                   | Scammer              | Participação                  |
| 2009 | New Boy Jiali                             | 男生 贾里 新 传           | Professor Cha        | Participação                  |
| 2009 | AMOR                                      | 爱 到底                   | Xiao Tian            | Segmento "Lucky" (三 声 有幸) |
| 2010 | Monga                                     | 艋舺                      | Monk (He Tianyou)    | [ 24 ]                        |
| 2012 | Amor                                      | 爱 amor                   | Xiao Kuan            | [ 25 ]                        |
| 2012 | The Guillotines                           | 血滴 子                   | Líder da Equipe Cold | [ 26 ]                        |
| 2014 | Paradise in Service                       | 军 中 乐园                | Xiao Bao             |                               |
| 2015 | The Unbearable Lightness of Inspector Fan | 暴走 神探                 | Fan Ruyi             | [ 27 ]                        |
| 2015 | The Assassin                              | 刺客 聂 隐                | Xia Jing             | [ 28 ]                        |
| 2015 | Cities in Love                            | 恋爱 中 的 城市           | Xiao Mai             | [ 29 ]                        |
| 2016 | Kill Time                                 | 谋杀 似水 年华            | Qiu Shou             | [ 30 ]                        |
| 2016 | New York, New York                        | 纽约 纽约                 | Lu Tu                | [ 31 ]                        |
| 2016 | Never Said Goodbye                        | 谎言 西西里               | Tian Bo              | [ 32 ]                        |
| 2017 | The Liquidator                            | 心理 罪 之 城市 之 光     | Jiang Ya             |                               |
| 2018 | Detetive Dee: Os Quatro Reis Celestiais   | 狄仁杰 之 四大 天王       | Yuan Ce              | [ 33 ]                        |
| 2019 | Contos do Caçador de Sombras              | 神探 蒲松龄 之 兰 若 仙踪 | Ning Cai Chen        | [ 34 ] [ 35 ] [ 36 ] [ 37 ]   |
| 2019 | The Eight Hundred                         | 八佰                      |                      | [ 38 ]                        |

### Séries de televisão
| Ano  | Título Ocidental                       | Título Original  | Papel         | Notas                                                                                            |
| ---- | -------------------------------------- | ---------------- | ------------- | ------------------------------------------------------------------------------------------------ |
| 2004 | Michael the Archangel's Dance          | 米迦勒之舞       | Ghost         |                                                                                                  |
| 2005 | Green Forest, My Home                  | 绿光森林         | Owen          |                                                                                                  |
| 2006 | Hanazakarino Kimitachihe               | 花样少年少女     | Shen Le       | [ 39 ] [ 40 ]                                                                                    |
| 2007 | Summer x Summer                        | 热情仲夏         | Qiao Shan     |                                                                                                  |
| 2007 | Wayward Kenting                        | 我在垦丁天气晴   | Shao Nan      | [ 41 ]                                                                                           |
| 2008 | Destinado a te amar                    | 命中注定我愛你   | Ji Cunxi      | [ 1 ]                                                                                            |
| 2008 | Invincible Shan Bao Mei                | 无敌珊宝妹       | Ji Cunxi      | Participação                                                                                     |
| 2009 | Queen of No Marriage                   | 敗犬女王         | Lucas         | No Netflix, a série é chamada por Queen of No Marriage; no Viki, a série é chamada por My Queen. |
| 2017 | Vela no Túmulo: A Sepultura de Doninha | 鬼吹灯之黄皮子坟 | Hu Bayi       | Web series                                                                                       |
| 2018 | Lenda de Fuyao                         | 扶摇             | Zhangsun Wuji | [ 16 ]                                                                                           |
| 2019 | Love in a Fallen City                  | 一身孤注掷温柔   | Yu Haoting    | [ 43 ]                                                                                           |
| 2020 | Cupid's Kitchen                        | 舌尖上的心跳     | Jiang Qianfan | [ 44 ] [ 45 ]                                                                                    |

### Show de variedades
| Ano       | Título Ocidental    | Título Original | Papel            | Notas  |
| --------- | ------------------- | --------------- | ---------------- | ------ |
| 2015-2016 | The Great Challenge | 了不起的挑战    | Membro do elenco | [ 46 ] |
| 2016      | Date ! Super Star   | 約吧！大明星    | Membro do elenco | [ 47 ] |

## Discografia
| Ano  | Título Ocidental      | Título Original | Álbum                     | Notas                          |
| ---- | --------------------- | --------------- | ------------------------- | ------------------------------ |
| 2005 | "Brave Happiness"     | 勇敢的幸福      | Green Forest, My Home OST |                                |
| 2005 | "Three Words"         | 三个字          | Green Forest, My Home OST |                                |
| 2010 | "Bravely Love"        | 勇敢爱          | —                         |                                |
| 2010 | "Tonight Tonight"     | —               | Monga OST                 |                                |
| 2010 | "Once"                | —               | Monga OST                 |                                |
| 2012 | "Those Were the Days" | 友情岁月        | The Guillotines OST       | Com Huang Xiaoming & Shawn Yue |

## Prêmios e indicações
| Ano  | Prêmio                                  | Categoria                    | Trabalho Indicado   | Resultado |
| ---- | --------------------------------------- | ---------------------------- | ------------------- | --------- |
| 2010 | 47th Golden Horse Awards                | Melhor Ator                  | Monga               | Venceu    |
| 2010 | 54° Festival de Cinema da Ásia-Pacífico | Melhor Ator                  | Monga               | Indicado  |
| 2010 | 12° Taipei Film Awards                  | Melhor Ator                  | Monga               | Indicado  |
| 2011 | 5° Asian Film Awards                    | Melhor Ator                  | Monga               | Indicado  |
| 2015 | 9° Asian Film Awards                    | Melhor Ator                  | Paradise in Service | Indicado  |
| 2016 | 8° Macau International Movie Festival   | Melhor Ator Coadjuvante      | Never Said Goodbye  | Indicado  |
| 2018 | 24° Huading Awards                      | Melhor Ator (Drama de Época) | Lenda de Fuyao      | Indicado  |